# Estland
Estland [ˈæsdˌlan']; (estisk: Eesti, udtalt ['e:sti]), officielt Republikken Estland (estisk: Eesti Vabariik), er et land i den baltiske region i Nordeuropa. Det grænser mod nord til Finske Bugt, til vest mod Østersøen, til syd mod Letland (343 km) samt den østlige grænse mod Rusland (338,6 km), som hovedsagelig består af søen Peipus på 3.555 km². Estland har søgrænser over Østersøen mod vest med Sverige og Finland i nord. Estland har et samlet areal på 45.227 km², heraf vand 2.839 km², landareal på 42.388 km², og har et fugtigt fastlandsklima.
Estland er en demokratisk, parlamentarisk republik, der er inddelt i 15 amter, som er statslige, ikke kommunale, forvaltningsenheder, og 79 (siden 24. oktober 2017) kommuner, heraf 15 bykommuner ((ental) linn) og 64 landkommuner ((ental) vald), og dets hovedstad og største by er Tallinn. Med et indbyggertal på 1.374.687 (1. januar 2024) er det et af de mindste lande befolkningsmæssigt i Den Europæiske Union, Eurozonen og den Nordatlantiske Traktat Organisation (NATO). 31. december 2021 boede 614,567 indbyggere i amtet Harjumaa, areal 4.309 km² landareal (142,62 (uden Tallinn kommune 42,59) indbyggere per km²), som Tallinn (437.817 indbyggere på 159 km² med 2.753 indbyggere per km² (31. december 2021)) er en del af, og 717.257 (18,83 indbyggere per km²) i resten af Estland på 38.079 km² landareal. Omkring halvdelen af indbyggerne bor i de fire mest folkerige kommuner. For befolkningspyramider til 2100, se under Ukraine#Eksterne henvisninger.
Som et industrialiseret land med en avanceret højindkomst-økonomi er Estland medlem af Organisationen for Økonomisk Samarbejde og Udvikling (OECD).
Estere er et finsk folkeslag, og dets officielle sprog er estisk, der er et sprog i den østersøfinske familie, tæt knyttet til finsk, og fjernt knyttet til de samiske sprog. Estland er også en del af Schengenområdet.

## Etymologi
Navnet Estland ses formentlig først hos den romerske historiker Tacitus, der i sin bog Germania (ca. 98 e.Kr.) beskrev et folk kaldet Aestii. Tilsvarende gamle skandinaviske sagaer henviser til et land kaldet Eistland, tæt på det danske, tyske, hollandske, svenske og norske udtryk Estland. Tidlig latin og andre gamle versioner af navnet er Estia og Hestia.

## Historie
Estland har været befolket af finsk-ugriske stammer siden forhistorisk tid. De blev kristnet efter langvarige korstog, som endte i 1227, da Danmark havde erobret den nordlige del af landet og den tyske ridderorden Sværdridderne den sydvestlige del. Danmark beholdt det nordvestlige Estland besat indtil år 1346. Efter dette var der tysk herredømme i den nordlige del af landet, indtil Sverige erobrede denne del i 1561. Der var dog russiske invasioner i både 1481 og 1558, men de blev begge slået tilbage. Den sydlige del, Livland, var under tyske styrer, til Den polsk-litauiske realunion erobrede provinsen i 1580'erne.
I 1300 og 1400-tallet voksede hovedstaden Tallinn voldsomt, og den blev en Hansestad i Hanseforbundet. Navnet betyder "Danskerborgen". Estland blev protestantisk i 1524.
I 1625 kom hele fastlands-Estland under svensk herredømme. Svenskerne beholdt den administrative inddeling i to provinser. Estland var betegnelsen på kyststriben i nord langs Den Finske Bugt, mens Livland i syd også omfattede dele af det nuværende Letland. Denne inddeling varede indtil 1900-tallet. Kong Gustav II Adolf tvang den tyske adel til at give bønderne større frihed og oprettede et trykkeri og et (tysksproget) universitet i Tartu i 1632.
Under Den Store Nordiske Krig blev Sverige knækket som stormagt, da Rusland erobrede Estland og Livland i 1710. En erobring, som blev bekræftet ved Freden i Nystad i 1721. Men godsejerne og byboerne forblev overvejende tysktalende under hele det russiske styre, og estisk sprog blev stort set kun talt af bønderne.
Efter det russiske kejserriges sammenbrud under Oktoberrevolutionen erklærede Estland sig uafhængig d. 24. februar 1918. I 1934 indførtes diktatur i Estland.
Sovjetunionen tvang Estland til at tillade oprettelsen af militærbaser i oktober 1939 som følge af hemmelige tillæg til Molotov-Ribbentrop-pagten med Tyskland. I juni 1940 blev landet fuldstændig besat, og Sovjetunionen tog fuld kontrol over styret. Ved et valg samme år fik kommunisterne flertal i parlamentet, som anmodede om, at landet måtte blive optaget i Sovjetunionen som Estiske SSR. Det skete formelt i august 1940, men tilføjelsen blev ikke anerkendt af andre stater end Tyskland og dets allierede. Mange politikere, militære og intellektuelle, blev henrettet eller deporteret.
I 1941 kom Estland under tysk besættelse, da Tyskland angreb Sovjetunionen.
Sovjetiske styrker genbesatte Estland i 1944. De sovjetiske styrker deporterede tidligere medlemmer af Waffen-SS og andre nazister ved massedeportationer i marts 1949. Sideløbende gennemførte de en tvangskollektivisering. Forholdene bedrede sig dog gradvist efter Stalins død. Grundet naboskabet til Finland og adgangen til at se finsk fjernsyn (samt det nære slægtskab mellem finsk og estisk sprog) blev Estland den af sovjetrepublikkerne, som blev stærkest påvirket af vestlige værdier og vestlig kultur. Under det sovjetiske "tøvejr" med glasnost og perestrojka voksede en politisk bevægelse for national selvstændighed frem. Sovjetunionens sammenbrud gjorde løsrivelsen mulig.
Det estiske medlemskab i Sovjetunionen varede til d. 20. august 1991. De sidste tidligere sovjetiske tropper forlod Estland d. 31. august 1994.
Det danske inspektionsskib Beskytteren blev doneret til Estlands flåde den 21. november 2000, hvor skibet blev omdøbt til Admiral Pitka.
Estland blev medlem af EU den 1. maj 2004. Estland blev desuden medlem af NATO i 2004.

## Omstridte grænser
Estlands grænser er omstridte. Ved Freden i Tartu i 1920 kom områder øst for floden Narva samt Petserimaa mod sydøst under Estland. Disse områder var en del af Estland fra 1920 til 1945, da Sovjetunionen under besættelsen af Estland ensidigt gennemførte en grænseregulering, der gjorde områderne øst for floden Narva samt dele af Petserimaa til en del af Russiske SFSR. Denne grænseændring er aldrig blevet anerkendt af Estland, som fortsat hævder 1920-grænsen som den eneste lovlige. Da Estland genvandt sin selvstændighed skete det ved at genoprette republikken fra før besættelsen i stedet for en pro forma-udtrædelse af Sovjetunionen. Følgen er, at den de facto-grænse, der findes mellem Estland og Rusland kaldes "kontrollinjen" i Estland for derved ikke at anerkende den juridisk som grænse. Der er foregået grænseforhandlinger mellem de to lande, men til dato (2016) er en formel grænseaftale ikke trådt i kraft.

## Politik

### Forfatningsforhold
Estlands politiske forhold reguleres gennem grundloven, Eesti Vabariigi Põhiseadus. Denne blev godkendt den 28. juni 1992 i henhold til § 1 i Estlands grundlov af 1938 (Estland betragter al lovgivning vedtaget under den sovjetiske besættelse af landet som værende ugyldig og betragter sig som fortsættelsen af den estiske republik af 24. februar 1918).

#### Republikken
Estland er en selvstændig og uafhængig republik. Al magt ligger hos folket, som styrer ved et folkevalgt parlament og ved særlige afgørelser tillige ved folkeafstemninger.

#### Præsidenten
Landets øverste leder er præsidenten, Vabariigi President. Præsidenten kan i henhold til grundloven vælges af parlamentet ved at få mindst 2/3 af parlamentsmedlemmernes støtte. Hvis dette ikke opnås ved første afstemning, holdes en ny, hvor nye kandidater kan opstilles. Hvis der fortsat ikke opnås den krævede tilslutning, stemmes mellem de to kandidater, som fik flest stemmer i 2. runde. Er der fortsat ikke opnået tilslutning, indkaldes en valgmandsforsamling, Valimiskogu, udpeget af kommunerne. Disse afgør ved almindeligt flertal hvem af de opstillede kandidater, der vælges til præsident.
Præsidentens embedstid er 5 år.
Præsidentens beføjelser er blandt andet:
at repræsentere riget internationalt,
at udpege diplomater efter indstilling fra regeringen,
at godkende alle folkevalgte love,
at åbne parlamentet efter nyvalg,
at udpege og afskedige regeringsmedlemmer,
at udpege rigsrettens formand, den estiske nationalbanks formand, riigikontrollör, õiguskantsler samt forsvarets øverstbefalende,
at udnævne den estiske nationalbanks præsident efter indstilling fra nationalbankens bestyrelse,
at udnævne dommere til domstole,
at erklære krigstilstand og almen mobilisering,
at uddele hædersbevisninger med videre.
Præsidenten kan tilbagevise et af parlamentet vedtaget lovforslag, hvis det ikke anses for at være i overensstemmelse med den estiske grundlov. Denne ret er ikke sjældent blevet brugt.

#### Parlamentet
Den lovgivende magt i Estland ligger hos et folkevalgt parlament, Riigikogu, bestående af 101 medlemmer. Parlamentsmedlemmer må ikke sidde i noget andet officielt embede.
Ved parlamentsvalg har alle estiske borgere fra 21 år og opefter stemmeret og ret til at opstille som kandidat. Udlændinge har ikke stemmeret til parlamentsvalg.
Valgene til Riigikogu sker i 12 valgkredse (estisk: valimisringkond), idet der vælges flere repræsentanter i hver valgkreds:
- valimisringkond nr 1 – Tallinna Haabersti, Põhja-Tallinna og Kristiine linnaosa (bydele);
- valimisringkond nr 2 – Tallinna Kesklinna, Lasnamäe og Pirita linnaosa;
- valimisringkond nr 3 – Tallinna Mustamäe og Nõmme linnaosa;
- valimisringkond nr 4 – Harjumaa (fraset Tallinn) og Raplamaa;
- valimisringkond nr 5 – Hiiumaa, Läänemaa og Saaremaa;
- valimisringkond nr 6 – Lääne-Virumaa;
- valimisringkond nr 7 – Ida-Virumaa;
- valimisringkond nr 8 – Järva- og Viljandimaa;
- valimisringkond nr 9 – Jõgeva- og Tartumaa (fraset Tartu);
- valimisringkond nr 10 – Tartu by;
- valimisringkond nr 11 – Võru-, Valga- ja Põlvamaa;
- valimisringkond nr 12 – Pärnumaa.

Spærregrænsen er på 5%.
Valg finder sted hvert 4 år. Der kan ikke udskrives valg i utide. Der har siden Estlands genetablerede selvstændighed været afholdt valg til Riigikogu i 1992, 1995, 1999, 2003, 2007, 2011 og 2015.
Parlamentets beføjelser er blandt andet:
at vedtage love,
at beslutte at sætte beslutninger ud til folkeafstemning,
at godkende eller afvise internationale aftaler,
at udnævne formand og medlemmer til rigsretten,
at udnævne medlemmer til den estiske nationalbanks bestyrelse,
at fastsætte regler for officielle ordener og hædersbevisninger,
at erklære riget i krigstilstand, beslutte mobilisering og demobilisering,
at vedtage erklæringer rettet til befolkningen, andre riger og internationale institutioner.
Parlamentets møder er åbne, hvis ikke mindst 2/3 beslutter andet, og afstemninger er åbne, undtagen ved udnævnelser til embeder. Beslutninger, herunder vedtagelse af love, sker ved almindeligt flertal.

##### Europaparlamentet
Ved valg til Europaparlamentet udgør hele landet een valgkreds. Estland har 5 repræsentanter i EP.

#### Regeringen
Den udøvende magt i Estland ligger hos regeringen, Vabariigi Valitsus. Regeringen består af statsministeren (estisk: riigipea) og øvrige ministre. Det er ikke tilladt for ministre at være medlem af bestyrelsen i noget erhvervsforetagende.
Regeringens virksomhed omfatter blandt andet:
at lede statens anliggender i indenrigs- og udenrigspolitisk henseende,
at lede og koordinere embedsværkets virksomhed,
at sikre opfyldelsen af vedtagne love og beslutninger i Riigikogu,
at ratificere og opsige internationale aftaler,
at udråbe undtagelsestilstand ved naturkatastrofer, herunder epidemier.
Til regeringens beføjelser hører udstedelsen af cirkulærer (estisk: määrus) for at præcisere lovbestemmelser.

#### Domstolene
Den dømmende magt i Estland ligger hos domstolen, der er fordelt på tre led:
1. trin er maakohus (oversat: landret, i Danmark svarende til byret),
2. trin er ringkonnakohus (oversat: kredsret, i Danmark svarende til landsret), og
3. trin er riigikohus (oversat: rigsret, svarer til højesteret i Danmark).

#### Retskansler og rigsrevisor
I henhold til forfatningen har Estland desuden to, uafhængige embedsmænd: õiguskantsler (retskansler, der kan sammenlignes med folketingets ombudsmand i Danmark) og riigikontroll (oversat: rigsrevisor, der fører uafhængig kontrol af rigets finansielle forhold).

#### Õiguskantsler
Õiguskantsler skal agere som en uafhængig kontrolinstans for alle love og deres forvaltning. Han udnævnes af præsidenten for 7 år og kan ikke afskediges i denne embedstid uden ved dom. Han er i ledelsen af sit kancelli sidestillet med en minister. Hvis en lov eller dens forvaltning ikke anses for at være i overensstemmelse med grundloven, stiller õiguskantsler forslag om inden 10 dage at få forholdene bragt i overensstemmelse med grundloven og lovene. Et dokument, der ikke er i overensstemmelse med loven, indstilles af ham til annulering ved dom. Han afgiver en redegørelse til Riigikogu een gang om året om sin virksomhed.
Det bør siges, at de to personer, der senest har indtaget dette embede, ofte har brugt sin ret til at påtale forhold af tvivlsom karakter. Den tidligere õiguskantsler, Allar Jõks, har påtalt forhold omkring partiernes selvfinansiering. Den nuværende õiguskantsler, Indrek Teder, har påtalt regeringens beslutning om at gå ind i den europæiske valutastabiliseringsordning som værende i strid med grundlovens bestemmelser om Estlands suverænitet.

#### Riigikontroll
Riigikontroll er en uafhængig kontrolinstans af statens økonomiske forvaltning. Dette organ ledes af en riigikontrollör, der udnævnes for 5 år af præsidenten og kan i sin embedsperiode kun afskediges ved dom. Rigskontrollen beslutter selv hvilke finansforhold, der underkastes undersøgelse, og afgiver hvert år en redegørelse til Riigikogu om sin virksomhed. Riigikontrollör kan forlange foretrædende med taleret ved regeringens møder.

### Politiske partier
Det estiske partipolitiske landskab har været stærkt omskifteligt siden den fornyede selvstændighed. Anno 2015 er 6 partier officielt repræsenterede i Riigikogu:
- Eesti Reformierakond, Feformpartiet. Regnes som et liberalt parti.
- Isamaa ja Res Publika Liit (IRL), Fædrelandsk folkeparti. Regnes som et konservativt parti.
- Keskerakond (KE), Centerpartiet. Regnes som et social-liberalt parti, der tillige finder en vis støtte hos den russiske befolkning.
- Sotsiaaldemokraatlik Erakond (SDE), Socialdemokraterne.
- Vabaerakond, Frihedspariet. Dannedes som udbryderparti fra IRL. Har ærlighed i partiernes finansieringsforhold som en mærkesag.
- Eesti Konservatiivne Rahvaerakond (EKRE). Opstod som afløser for Rahvaliit og er blandt andet EU-skeptisk og indvandrerkritisk.

Alle partierne har deres højborge i større og mellemstore byer. Landbefolkningen, herunder småbyerne, er ikke mere repræsenterede ved deres eget parti, Rahvaliit (oversat: Folkepartiet), ligeledes et social-liberalt parti, som gik i opløsning efter en politisk skandale. Et grønt parti, Rohelised (oversat: De Grønne), kom og gik. Kommunister og socialister er helt forsvundet ud af estisk politik.
I foråret 2012 kom det frem, at flere af partierne har modtaget "sorte penge" i støtte (det vil sige penge, hvis oprindelse ikke er klarlagt). Et medlem af Reformierakond afslørede i en avisartikel, at han havde "støttet" sit parti med penge, som han havde modtaget af et andet partimedlem uden at vide hvorfra, denne havde fået pengene. Afsløringen af denne hvidvaskning af penge gav anledning til igangsættelsen af en kriminalundersøgelse. Sagen var særlig pinlig derved, at den daværende justitsminister, Kristen Michal, var part i sagen lige som den siddende statsminister Andrus Ansip var under mistanke. Det hører med til sagen, at den tidligere õiguskantsler Allar Jõks i sin embedsperiode gentagne gange rettede kritik af partiernes indre økonomiske forhold.

## Geografi

### Administrativ reform 2017
Estland er underinddelt i amter (maakond) samt i land- og bykommuner. Efter kommunalvalget søndag den 15. oktober 2017 blev der 24. oktober 2017 gennemført en administrativ reform i den offentlige sektor, som reducerede antallet af kommuner med 134 fra 213 til 79.Antallet af kommuner med under 5.000 indbyggere blev reduceret fra 169 til 15, købstæder fra 30 til 15. 185 kommuner fusionerede til 51 kommuner. 28 kommuner fusionerede ikke. Det gennemsnitlige antal indbyggere per kommune steg fra 6.349 til 17.118 og mediantallet fra 1.887 til 7.865. Gennemsnitsarealet steg fra 204 til 550 km², mediantallet fra 180 til 512 km². Ved valget til kommunalbestyrelserne var antallet af medlemmer reduceret fra 2026 ved det forrige valg til 1019. Staten og kommunerne vil overtage opgaver fra amterne. Estlands regering tog de sidste beslutninger angående reformen i juli 2017.

### Øer
Estland har tre større øer i Østersøen:
- Saaremaa (Øsel)
- Hiiumaa (Dagø)
- Muhu (Moon)

### Byer
Indbyggertal for kommuner med større byer:
- Tallinn 457.572 indbyggere (1. januar 2024)
- Tartu 101.032 indbyggere (1. januar 2024). Kommunens hjemmeside (tartu.ee/en) (også på engelsk) angiver det løbende indbyggertal.
- Narva 53.360 indbyggere (1. januar 2024)
- Pärnu 52.362 indbyggere (1. januar 2023)

De fire mest folkerige kommuner har tilsammen 664.326 indbyggere (2024) (Pärnu kommune ikke opdateret).

### Højdedrag
- Højeste punkt i Estland er Suur Munamägi (Store Æggebakke).

## Økonomi
Estland indførte ved selvstændigheden sin egen nationale møntfod, Eesti Kroon, hvis valutaværdi blev fikseret i forhold til den daværende tyske mark. Da Tyskland indførte euroen, blev den estiske kroones kurs fastsat til 1 EUR = 15,6466 EEK. Den estiske kroon har aldrig været udsat for justeringer af dens fastlagte kursværdi.
Estland indførte euro pr 1. januar 2011. Siden da har landet oplevet en rasende inflation, der alvorligt truer landets hidtidige, økonomiske styrke. Den estiske regering har besluttet, at Estland skal indgå i EURO-stabiliseringsordningen (European Financial Stability Facility), men denne beslutning er annulleret af den estiske õiguskantsler (rigsombudsmand) som værende i strid med den estiske grundlovs bestemmelser om Estlands suverænitet. Spørgsmålet skal afgøres af den estiske højesteret.
Estlands statsejede energiselskab, Eesti Energia, hvis produktion er baseret i Narva, er landets 2. største virksomhed målt på omsætning. Dette er kun overgået af rederiet Tallink.

## Demografi
| Etnisk tilhørsforhold | 19221     | 19221     | 19341     | 19341     | 19591     | 19591     | 19701     | 19701     | 19791     | 19791     | 19891     | 19891     | 2000²     | 2000²     | 2006²     | 2006²     | 2011²     | 2011²     |
| Etnisk tilhørsforhold | Antal     | %         | Antal     | %         | Antal     | %         | Antal     | %         | Antal     | %         | Antal     | %         | Antal     | %         | Antal     | %         | Antal     | %         |
| --- | --------- | --------- | --------- | --------- | --------- | --------- | --------- | --------- | --------- | --------- | --------- | --------- | --------- | --------- | --------- | --------- | --------- | --------- |
| Estere | 969.976   | 87,6      | 992.520   | 88,1      | 892.653   | 74,6      | 925.157   | 68,2      | 947.812   | 64,7      | 963.281   | 61,5      | 935.884   | 68,2      | 921.908   | 68,6      | 924.100   | 69        |
| Russere | 91.109    | 8,2       | 92.656    | 8,2       | 240.227   | 20,1      | 334.620   | 24,7      | 408.778   | 27,9      | 474.834   | 30,3      | 354.660   | 25,8      | 345.168   | 25,7      | 341.450   | 25,5      |
| Ukrainere | —         | —         | —         | —         | 15.769    | 1,3       | 28.086    | 2,1       | 36.044    | 2,5       | 48.271    | 3,1       | 29.259    | 2,1       | 28.321    | 2,1       | 27.530    | 2,1       |
| Hviderussere | —         | —         | —         | —         | 10.930    | 0,9       | 18.732    | 1,4       | 23.461    | 1,6       | 27.711    | 1,8       | 17.460    | 1,3       | 16.316    | 1,2       | 15.315    | 1,1       |
| Finner | 401       | 0,0       | 1.088     | 0,1       | 16.699    | 1,4       | 18.537    | 1,4       | 17.753    | 1,2       | 16.622    | 1,1       | 11.974    | 0,9       | 11.163    | 0,8       | 10.494    | 0,8       |
| Tatarer | —         | —         | 166       | 0,0       | 1.534     | 0,1       | 2.204     | 0,2       | 3.195     | 0,2       | 4.058     | 0,3       | 2.610     | 0,2       | 2.500     | 0,2       | 2.428     | 0,2       |
| Letter | 1.966     | 0,2       | 5.435     | 0,5       | 2.888     | 0,2       | 3.286     | 0,2       | 3.963     | 0,3       | 3.135     | 0,2       | 2.345     | 0,2       | 2.230     | 0,2       | 2.177     | 0,2       |
| Polakker | 969       | 0,1       | 1.608     | 0,1       | 2.256     | 0,2       | 2.651     | 0,2       | 2.897     | 0,2       | 3.008     | 0,2       | 2.212     | 0,2       | 2.097     | 0,2       | 1.993     | 0,1       |
| Jøder | 4.566     | 0,4       | 4.434     | 0,4       | 5.433     | 0,5       | 5.282     | 0,4       | 4.954     | 0,3       | 4.613     | 0,3       | 2.178     | 0,2       | 1.939     | 0,1       | 1.770     | 0,1       |
| Litauere | 436       | 0,0       | 253       | 0,0       | 1.616     | 0,1       | 2.356     | 0,2       | 2.379     | 0,2       | 2.568     | 0,2       | 2.131     | 0,2       | 2.079     | 0,1       | 2.046     | 0,2       |
| Tyskere | 18.319    | 1,7       | 16.346    | 1,5       | 670       | 0,1       | 7.850     | 0,6       | 3.944     | 0,3       | 3.466     | 0,2       | 1.878     | 0,1       | 1.895     | 0,1       | 1.918     | 0,1       |
| Svenskere | 7.850     | 0,7       | 7.641     | 0,7       | —         | —         | 435       | 0,0       | 254       | 0,0       | 297       | 0,0       | —         | —         | —         | —         | —         | —         |
| Andre | 11.467    | 1,0       | 4.266     | 0,4       | 6.116     | 0,5       | 6.883     | 0,5       | 9.042     | 0,6       | 13.798    | 0,9       | 9.480     | 0,7       | 9.068     | 0,7       | 8.973     | 0,7       |
| I alt | 1.107.059 | 1.107.059 | 1.126.413 | 1.126.413 | 1.196.791 | 1.196.791 | 1.356.079 | 1.356.079 | 1.464.476 | 1.464.476 | 1.565.662 | 1.565.662 | 1.372.071 | 1.372.071 | 1.344.684 | 1.344.684 | 1.340.194 | 1.340.194 |
| 1kilde Arkiveret 13. oktober 2007 hos Wayback Machine og Arkiveret 18. juli 2012 hos Wayback Machine. ²kilde Arkiveret 9. december 2018 hos Wayback Machine Oplysninger som regel pr 1.1. anførte år |           |           |           |           |           |           |           |           |           |           |           |           |           |           |           |           |           |           |

### Historiske minoriteter
Estland havde forud for selvstændigheden befolkningsmæssige minoriteter af især balttyskere og estlandssvenskere samt i mindre omfang jøder. Balttyskerne blev repatrierede til Tyskland i forlængelse af Molotov-Ribbentrop-pagten umiddelbart inden, at SSSR i 1940 besatte landet første gang. Da Tyskland besatte landet i 1941, blev praktisk talt hele den jødiske befolkning evakueret til SSSR. I forbindelse med SSSRs besættelse af Estland flygtede den svensk-estiske befolkning til Sverige.
De russiske, ukrainske, hviderussiske og andre befolkningsgrupper fra det daværende SSSR kom til landet under landets besættelse fra 1944 til 1991 som et led i sovjetstyrets forsøg på at russificere landet og undergrave dets nationale enhed.
Store dele af den estiske befolkning blev under sovjettiden tvangsforflyttet til sibiriske arbejdslejre, lige som aktive politiske modstandere af sovjetstyret gik samme vej. En del fik lov at vende hjem under Krustjovs præsidenttid.
Estland har praktisk talt ingen politiske flygtninge og fører en meget hård udvisningspolitik mod uberettigede asylsøgere.

### Religion
Estland har ingen statsreligion.
I almindelighed spiller religion kun en rolle for en mindre del af befolkningen. Den største gruppe af esterne tilhører den estiske luthersk-evangelske kirke, EELK, der ligeledes repræsenterer trossamfundene ved adskillige offentlige højtideligheder. Mindre grupper blandt esterne har i lighed med flertallet af russere tilsluttet sig den russisk-ortodokse kirke, der imidlertid er delt i en estisk og en russisk kirke. Ifølge en spørgeundersøgelse er trosbekendere fordelt således:
13,6% Estiske Luthersk-Evangelske Kirke,
12,8% Russisk-ortodokse Kirke,
0,5% Romersk-katolske Kirke,
0,5% Baptister,
0,1% Jøder.

## Kultur
Estland har siden midten af 1800-tallet udviklet sin egne kulturelle traditioner og udøvere inden for stort set alle områder, således inden for den dannende kunst som mere populære kunstarter, hvortil kommer en stærk traditionel folkekultur.

### Musik
Blandt klassiske komponister kan nævnes Heino Eller, blandt ældre populærmusiske komponister især Raimond Valgre, af nyere komponister må fremhæves Arvo Pärt og Erik-Sven Tüür.
Af udøvende musikgrupper inden for klassisk musik kan nævnes Hortus Musicus.
Estiske popsangere er mest kendt fra Eurovision, således Tanel Padar, Gerli Padar, Ivo Linna og Maarja-Liis Ilus, men blandt andre kan nævnes Nancy, Pantokraator, Singer Vinger, Smilers, Terminaator, Tuberkuloited, Tõnis Mägi samt Vennaskond.
Inden for folkemusikken må nævnes, at der hvert fjerde år afholdes et stort sangstævne i Tallinn (og i forbindelse hermed et stort folkedanserstævne), der samler titusinder af tilhørere og tilskuere.

### Billedkunst
Blandt Estlands førende malere Johann Köler, blandt grafikere må især nævnes Eduard Wiiralt og Mare Vint.

### Forfattere
En national estisk litteratur begyndte i midten af 1800-tallet, da Friedrich Reinhold Kreutzwald sammenskrev det estiske nationalepos "Kalevipoeg". Blandt de mere kendte forfattere er Karl Ristikivi, Anton Hansen Tammsaare, August Gailit, Jaan Kaplinski, Andrus Kivirähk, Jaan Kross, Oskar Luts, Eduard Vilde, Friedebert Tuglas.
Af digtere kan nævnes Betti Alver og Maria Unter.

### Ballet
Det største nyere navn i estisk ballet er Kaie Kõrb.

### Sport
Estland har haft mange sportsudøvere gennem tiden, blandt de mest kendte er sumobryderen Baruto (Kaido Höövelson), desuden banecykelrytteren Erika Salumäe (OL-guld 1988 og 1992), tikæmperen Erki Nool (OL-guld 2000), skiløberne Kristiina Šmigun (2 gange OL-guld 2006) og Andrus Veerpalu (OL-guld 2002 og 2006), endvidere diskoskasteren Gerd Kanter (OL-guld 2008), tennisspilleren Kaia Kanepi samt skakspilleren Paul Keres (der kom på de estiske 5-kroonsedler).